# UKS Hubal Białystok
Uczniowski Klub Sportowy „Hubal” Białystok – białostocki klub badmintona utworzony w 1995 roku. Zawody rozgrywa w hali Zespołu Szkół nr 6 przy ul. Pietrasze 29.

## Historia
W 1992 z inicjatywy trenera Czesława Szwabczyńskiego zorganizowano w Szkole Podstawowej Nr 32 im. mjr. Henryka Dobrzańskiego ps. „Hubal” w Białymstoku pierwsze treningi badmintona. Dopiero w 1995 roku zarejestrowano w Polskim Związku Badmintona UKS Hubal Białystok, którego pierwszym prezesem został Władysław Stankiewicz. Od sezonu 1997/98 funkcję prezesa powierzono dyrektorowi SP nr 32 w Białymstoku Lechowi Szargiejowi.

## Zawodnicy
Od 1 października 2009 barwy klubu reprezentują; Nadia Kostiuczyk i Robert Mateusiak.

### Olimpijczycy
Zawodnicy klubu biorący udział w Igrzyskach Olimpijskich.
- Rio de Janeiro 2016 – Adrian Dziółko (gra pojedyncza); Robert Mateusiak i Nadieżda Zięba (gra mieszana)[3]
- Londyn 2012 – Robert Mateusiak i Nadieżda Zięba (gra mieszana)[4]

### Medaliści Mistrzostw Europy
Zawodnicy klubu - zdobywcy medali na Mistrzostwach Europy w badmintonie;
- ME 2012 (Karlskrona) −  Mistrzostwo Europy zdobyte w grze mieszanej przez Roberta Mateusiaka i Nadieżdę Ziębę
- ME 2010 (Manchester) −  srebrny medal zdobyty w grze mieszanej przez Roberta Mateusiaka i Nadieżdę Ziębę

### Mistrzowie Polski
Zawodnicy klubu - złoci medaliści Mistrzostw Polski w badmintonie;
- gra pojedyncza mężczyzn;
  - Mistrzostwo Polski − Adrian Dziółko (2x - 2019, 2016); Mateusz Dubowski (2x - 2017, 2015); Michał Rogalski (1x - 2018)
- gra podwójna mężczyzn:
  - Mistrzostwo Polski − Robert Mateusiak (3x - 2017, 2012, 2010);
- gra podwójna kobiet;
  - Mistrzostwo Polski − Nadieżda Zięba (2x - 2011, 2010); Agnieszka Wojtkowska (2x - 2019, 2018); Aneta Wojtkowska (2x - 2019, 2018)
- gra mieszana;
  - Mistrzostwo Polski − Robert Mateusiak (4x - 2017, 2016, 2014, 2010); Nadieżda Zięba (3x - 2017, 2016, 2010); Agnieszka Wojtkowska (1x - 2019)